# Sorotan Bele
Sorotan Bele fue un grupo de música folk de Fuenterrabía (Guipúzcoa, País Vasco), cuyo sonido fusionaba el folk con tintes pop. Logró un éxito notable en el País Vasco en los años 90, y dejó tres discos y un vídeo en directo antes de disolverse.

## Historia
El grupo empezó su andadura en 1992, cuando tres amigos de instituto empiezan a quedar por las tardes para tocar la guitarra. Poco a poco, a través de contactos, se van uniendo otros componentes. En un principio, no tenían local, hasta que consiguen que el conservatorio de Lezo les prestase una sala.
Tenían ya compuestas seis canciones cuando el padre de uno de ellos les propuso grabar una maqueta en casa, que enviaron a un concurso a Euskadi Gaztea y ganaron. A raíz de esto, se animaron a enviar la maqueta al sello Elkar y desde allí les propusieron añadir otras cuatro canciones para publicar un disco. Nace así el álbum Sorotan Bele (publicado en 1992), que vendió 25.000 copias. A raíz de la publicación de este álbum, el grupo se dedica a dar numerosos directos.
En 1994, edita Mundu hegian (Elkar). Ese mismo año, Mikel tuvo que dejar las flautas de Sorotan debido a problemas de salud, limitándose a la composición. Luego, aparcaron el folk céltico para complicar su estilo y autoeditaron el tercer disco, con el que se disolvieron, colocando solo una primera tirada de 5.000 copias. El 30 de noviembre de 1996, dieron su último concierto, en Irún.
En 2020, al cumplirse tres décadas de la fundación del grupo, dos de sus miembros fundadores, Gorka Sarriegi y Urbil Artola, lanzaron el espectáculo musical "Sorotan Bele Gogoan" (Sorotan Bele en el recuerdo). Este espectáculo interpreta canciones del grupo con arreglos orquestales para banda de música, orquesta y coros. En los años siguientes, el espectáculo ha recorrido con éxito numerosas localidades y escenarios en el País Vasco, Navarra y sur de Francia.

## Miembros
- Gorka Sarriegi - voz
- Urbil Artola - guitarra
- Ritxi Salaberria - bajo
- Aitor Etxaniz - batería
- Mikel Errazkin - flautas y composición
- Mikel Izulain - violines
- Itziar Amiano - teclados

## Discografía
- Sorotan bele (1992)
- Mundu hegian (1994)
- Jon-en kezkak (1996)